# Spialia phlomidis
The Persian Skipper (Spialia phlomidis) là một loài bướm ngày thuộc họ Hesperiidae. Nó được tìm thấy ở Albania, Macedonia và Hy Lạp.
Chiều dài cánh trước là 14–15 mm. Con trưởng thành bay từ tháng 7 làm một đợt.

## Hình ảnh

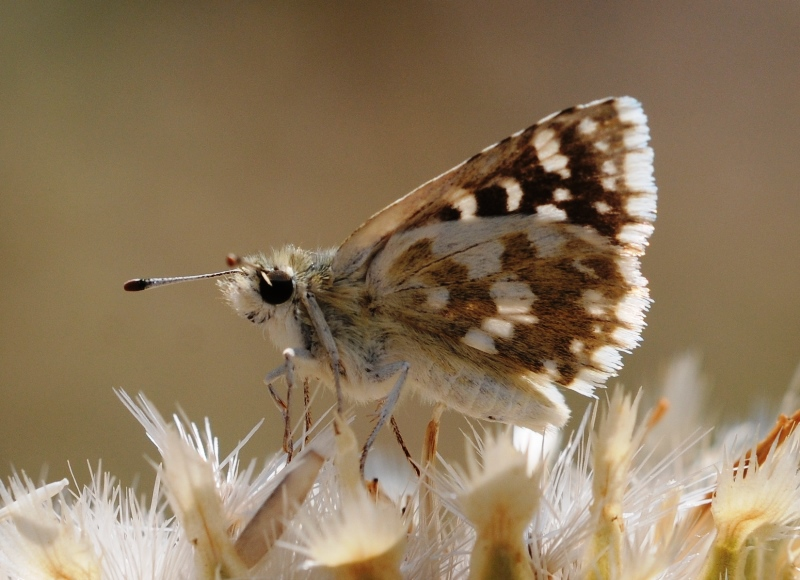
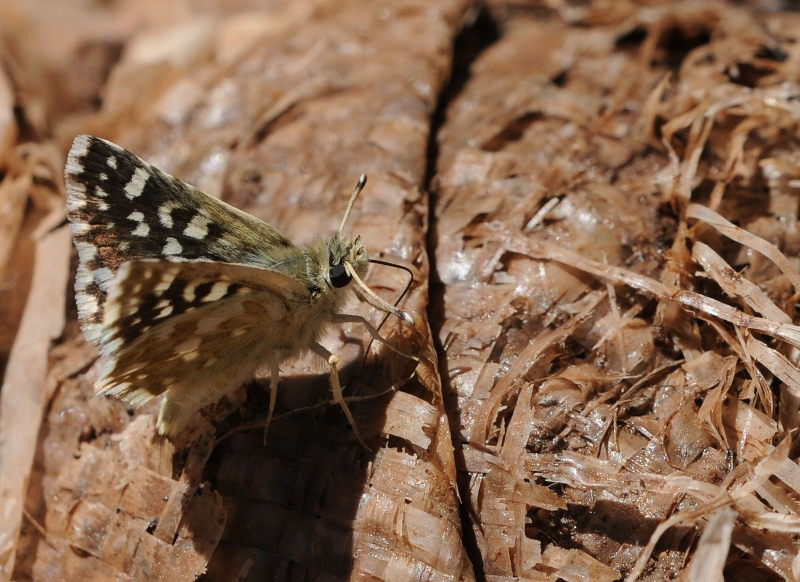